# 동국사략
동국사략(東國史略)은 고려 말기 조선 초기의 학자 권근, 하륜 등이 편찬한 역사서이다. 단군조선부터 삼국시대까지 한반도의 고대사를 정리한 책으로 삼국사략(三國史略)이라고도 하며, 총 8권으로 이뤄져 있다. 특징으로는 삼국시대를 중점적으로 기술하였으며, 특히 신라(新羅)를 위주로 하여, 신라의 연기(年紀) 밑에 신라·고구려·백제의 순으로 사건을 서술하는 방법을 취하였다. 신라를 삼국의 주인으로 설정한 《동국사략》은 태종과 세종의 공인을 받았다.

## 편찬 과정
1402년 6월, 태종의 왕명에 따라 하륜, 권근, 이첨이 함께 '삼국사(三國史)' 편찬에 착수하였고, 이듬해인 1403년 8월 《동국사략》을 완성하여 이를 헌상하였다.

## 참고 문헌
- 동국사략 영인본 (편찬·간행: 한국정신문화연구원, 개발·제작: 한국학중앙연구원 장서각 원문이미지서비스)